# Overman King Gainer
Overman King Gainer (OVERMANキングゲイナー, Ōbāman Kingu Geinā) est un anime japonais réalisé par Yoshiyuki Tomino, écrit par Ichirō Ōkouchi et diffusée entre le 7 septembre 2002 et le 22 mars 2003 sur WOWOW. Il est adapté en un manga scénarisé par Yoshiyuki Tomino et dessiné par Yoshihiro Nakamura, prépublié dans le Comic Flapper et édité en sept volumes reliés entre 2002 et 2009 au Japon. La version française est publiée par Asuka/Kazé entre 2008 et 2010.

## Synopsis
Perdus au milieu de la Sibérie, les habitants de Dompolis souffrent de la pénurie et dépendent entièrement de la compagnie des chemins de fer qui les ravitaille au prix fort. De nombreuses voix s'élèvent contre ces abus et beaucoup veulent quitter la région pour s'établir dans une contrée moins pauvre. Cependant, les hommes au pouvoir empêchent les gens de quitter la ville et font emprisonner tout sympathisant de l'Exode.
Gainer Sanga est un lycéen fana des jeux vidéo et très habile aux jeux de combats de robots. Lycéen sans histoires, il se fait arrêter de façon arbitraire par la police et se retrouve dans la même cellule que Gain Bijou, un expert en combat œuvrant pour l'Exode. S'étant fait prendre exprès pour se trouver à l'intérieur de la ville, Gain s'échappe sans mal de la prison, entraînant Gainer avec lui. Ils pénètrent dans un musée privé de la ville pour voler un robot à hautes performances, un "overman". Gainer pilote le robot tandis que les forces de défense du chemin de fer les poursuivent. En chemin, ils emmènent Ana Medaiyu, la fille du Duc Medaiyu, le maître de la ville. Celle-ci se fait enlever volontairement, impatiente de quitter sa maison. En revanche, cela n'enchante guère sa préceptrice, Rubof, qui se trouve également devoir quitter Dompolis.
Tous ces événements ont lieu pendant le festival annuel de la chanteuse "idol" Mayaa Rojin, qui donne lieu a de grandes festivités et fait diminuer la vigilance des armées. L'occasion est trop belle : des centaines de personnes en profitent  pour participer à l'Exode. Ce sont des villes mobiles entières qui se détachent de Dompolis et qui forment une caravane. Gainer, Gain et d'autres volontaires se dévouent pour protéger la fuite des habitants mais la mission est ardue. En effet, les différentes puissances, qui ont la mainmise sur les ressources mondiales, mettent tout en œuvre pour que l'Exode échoue.

## Personnages principaux
Gainer Sanga : Gainer Sanga dit le King Gainer, le roi des jeux vidéo. Il vit seul dans une pièce confinée au fin fond de l'Exode. Sa faculté d'analyse et son agilité sont impressionnantes, notamment lorsqu'il rejoint la garde de l'Exode et combat pour leur cause. Il a un petit faible pour sa camarade de classe, Sarah qui, elle, découvre ses sentiments au fil de l'animé.

## Commentaire
Dès l'annonce de son lancement, Overman King Gainer a attiré l'attention, car son concepteur n'est autre que Yoshiyuki Tomino, l'homme à l'origine de la saga Gundam, très célèbre au Japon depuis 1978. Nous sommes dans un univers sans rapport avec l'espace mais les auteurs réutilisent des recettes éprouvées dans les histoires de mechas. Pour exemple, le héros est encore un jeune homme qui prend possession d'un super robot plus ou moins par hasard et en devient le pilote officiel. D'autre part la rivalité entre Gainer et Gain rappelle les sempiternels rapports entre un héros junior et son mentor. Bien entendu, une fois passées quelques mésaventures pour maîtriser sa machine et se charger du menu fretin, Gainer est confronté à un nouvel ennemi expérimenté, qui pilote également un Overman. Le récit donne lieu à de nombreux face-à-face, dans un mélange de sentiments chevaleresques et de rivalités amoureuses. Les scénaristes nous servent même la chanteuse adulée, qui débarque au milieu du champ de bataille, un peu tête en l'air mais qui fait chavirer tous les cœurs, phénomène "idol" oblige.
La série se démarque pourtant malgré tous ces clichés. Tout d'abord, sa qualité graphique impressionne par une multitude de détails et de couleurs, ce qui est inhabituel pour une série télévisée. La scène de fête à Dompolis, qui se déroule tout au long du premier épisode, est un show éblouissant. Il est dommage que ce genre de prouesses soit beaucoup plus rare par la suite. Certes, les séquences comme les combats d'Overmans sont fluides mais elles restent moins élaborées.
Ensuite, l'univers proposé présente quelques originalités susceptibles de plaire, comme les Overmans et la cohorte de villes mobiles qui composent la caravane de l'Exode. Cependant, les autres robots restent très basiques. Le décalage de technologies est trop important entre des machines quasi vivantes et d'autres moyens classiques, qui n'ont rien de bien futuriste.
Enfin, l'atmosphère n'est pas tout à fait celle des intrigues habituelles politico-militaires du genre de Gundam. Le contenu s'en rapproche fort mais l'ensemble devient souvent burlesque. Les personnages d'Ana Medaiyu et de sa préceptrice apportent beaucoup sur ce plan. Cependant, ce mélange de moments comiques et de moments dramatiques peut devenir incongru, voir agacer, comme c'est souvent le cas dans la série télévisée de Ruronin Kenshin. Pour exemple, un des méchants fait le pitre et se tourne en ridicule, alors que quelques minutes avant, il vient d'exécuter un traître "sérieusement".

## Fiche technique

### Doublage
- Kenji Nojima : Gainer Sanga
- Ai Kobayashi : Sara Kodama
- Marika Hayashi : Adett Kistler
- Otoya Kawano : Gain Bijou
- Rena Mizuki : Cynthia Lane
- Takehito Koyasu : Asuham Boone
- Hiroaki Harakawa : Pelhar Pey
- Hiroshi Kitazawa : Kejinan Datto
- Hiroshi Takahashi : Erial Nielson
- Jun Irie : Nann

## Listes des épisodes
1. Gain et Gainer
2. Payer sa dette
3. Des super pouvoirs explosifs !
4. Victoire ! Tu as le goût d'un baiser
5. Les yeux tournés vers la Sibérie
6. L'assassin de la Saint Reagan
7. Le roi du chemin de fer, Kizz Mund
8. La course de relais de l'enfer
9. Donnez-vous à fond, Mme Adette !
10. Assam l'impitoyable
11. On ne vole pas les larmes
12. L'attaque du colosse
13. Les larmes de Brunehilde
14. L'apparition du Dominator
15. Entre le diamant et le magma
16. Un rude combat pour la section Adette
17. Un monde sans mensonges
18. La fragilité de l'épée
19. Le cauchemar de Lionnetta
20. Victoire à Katezu
21. L'ombre d'Overman
22. Cristal d'Agate
23. La résurrection de l'Over-devil
24. Overmax !
25. Dans la glace
26. Gain over